# Famila Muri Antichi
La Polisportiva Muri antichi Tremestieri Etneo sponsorizzata Giorgini Ottica, detta anche solo Muri antichi, è una società pallanuotistica di Tremestieri Etneo, fondata nel 1995. 
Milita nella Serie A2, la seconda divisione pallanuotistica italiana. Ha vinto 3 campionati di serie B ed da quando milita nel campionato di serie A2 gioca le sue partite nella piscina di Nesima a Catania.

## Storia
Dopo aver disputato dall'anno della nascita societaria campionati regionali; nella stagione 2002-2003 vince il campionato di promozione serie B ottenendo la prima storica promozione in Serie A2.
Al suo debutto in Serie A2 nella stagione successiva 2003-2004 si piazza al 7º posto ottenendo 29 punti. nella stagione successiva, quella 2004-2005, ottiene 5º posto in Serie A2 che ancora oggi rimane il piazzamento più alto ottenuto dalla società etnea, conquistando ben 31 punti.
Nella stagione seguente 2005-2006 però arriva un'amara retrocessione frutto di un 11º posto con ben 26 punti conquistati a soli 2 punti dagli altri etnei dell'Acicastello che ottengono la salvezza dopo un campionato combattutissimo.
Dopo aver sfiorato la vittoria in serie B per ben due stagioni (2006-2007 e 2007-2008) arriva la svolta. La stagione 2008-2009 per la società catanese si svela essere quella giusta, vincendo il campionato di serie B e ritornando dopo 3 stagioni in Serie A2.
Il ritorno in Serie A2 nel 2009-2010 risulta essere difficile e la squadra si salva solo dopo i play-out vinti contro Como 10-9 e 11-9 senza ricorrere a gara 3.
Anche la stagione 2010-2011 si rileva abbastanza sofferta per gli etnei; infatti si piazzano 10° con soli 14 punti e sono costretti a salvarsi nuovamente ai play-out. Questa volta a farne le spese sono i liguri dell'Arenzano in un match combattutissimo risolto solo in gara 3 alla piscina di Nesima 9-10, 9-7, 12-9 i risultati.
Nella stagione 2011-2012 Muri Antichi parte male perdendo ben 5 partite consecutive. La svolta arriva dalla vittoria del derby contro l'Acicastello dove la società siciliana comincia a macinare risultati e punti per tutto il girone di andata fino alla sorprendente vittoria sulla Roma 2007. A fine stagione gli etnei chiudono come l'anno precedente al 10º posto ma con 24 punti a soli -3 dal Cagliari, ricorrendo nuovamente ai play out contro la Pallanuoto Verona.
La prima partita di play out a Catania viene vinta senza tanti problemi per 11 a 8 mentre la seconda viene persa per un soffio per 8 a 7 contro i veronesi a Mantova portando la disputa fino a gara 3.
La partita decisiva, disputata nuovamente a Catania, risulta davvero avvincente finendo addirittura in parità 12 a 12 dovendo ricorrere ai rigori. Alla fine di questa interminabile lotta i Muri Antichi riescono ad avere la meglio 4 a 1 ai rigori ottenendo ancora una volta una soffertissima permanenza in Serie A2.
Nella stagione 2018-19 i Muri Antichi confermeranno la loro permanenza in Serie A2 vincendo incredibilmente i play-out contro il Plebiscito Padova, vincendo gara 3 a Padova per 2-7
Al termine della stagione sportiva 2021-22 i Muri Antichi non si iscrivono al campionato di Serie A2 e sono costretti a ripartire dalla Serie B.
Nella stagione 2023-24 dopo sole due stagioni i Muri Antichi vincono il campionato di Serie B tornando così in Serie A2.

## Rosa 2024-2025
| N° |                       | Ruolo | Giocatore          |
| -- | --------------------- | ----- | ------------------ |
|    | Italia (bandiera)     | P     | Cristiano Vittoria |
|    | Italia (bandiera)     | P     | Flavio Nicolosi    |
|    | Italia (bandiera)     | P     | Francesco Puglisi  |
|    | Italia (bandiera)     | D     | Dino Cassone       |
|    | Italia (bandiera)     | D     | Ruggero Faro       |
|    | Italia (bandiera)     | D     | Valerio Nicolosi   |
|    | Italia (bandiera)     | D     | Andrea Marano      |
|    | Slovacchia (bandiera) | A     | Maros Tkac         |
|    | Italia (bandiera)     | A     | Giovanni Forzese   |

| N° |                    | Ruolo | Giocatore            |
| -- | ------------------ | ----- | -------------------- |
|    | Italia (bandiera)  | A     | Luca Muscuso         |
|    | Italia (bandiera)  | A     | Vincenzo Belfiore    |
|    | Italia (bandiera)  | A     | Luca Reina           |
|    | Italia (bandiera)  | A     | Fabrizio Basile      |
|    | Italia (bandiera)  | A     | Mario Marangolo      |
|    | Italia (bandiera)  | A     | Massimiliano Zilleri |
|    | Italia (bandiera)  | CB    | Alberto Lanto        |
|    | Italia (bandiera)  | CB    | Walter Vecchiarini   |
|    | Croazia (bandiera) | CB    | Deni Zovko           |

Settore tecnico:
| Allenatore capo:       | Aurelio Scebba      |
| vice allenatore :      | Salvatore Scebba    |
| direttore sportivo:    | Andrea Scirè        |
| team manager :         | Enrico Sciacca      |
| accompagnatore :       | Riccardo Caltabiano |
| preparatore atletico : | Sasha Ferale        |